# ロストック郡

赤色の部分がロストック郡、赤色に囲まれた部分はロストック郡独立市

ロストック郡（ロストックぐん、Landkreis Rostock）は、ドイツ連邦共和国メクレンブルク＝フォアポンメルン州北部の郡。周囲を西から時計回りにノルトヴェストメクレンブルク郡、（バルト海）、ロストック郡独立市、フォアポンメルン＝リューゲン郡、メクレンブルギッシェ＝ゼーエンプラッテ郡、ルートヴィヒスルスト＝パルヒム郡に囲まれている。郡庁所在地はギュストロー（Güstrow）。総面積3421平方キロメートル、人口21万4889人（2011年12月31日現在）。

## 歴史
2011年9月の郡市再編成の一環として、旧バート・ドベラーン郡と旧ギュストロー郡を統合して新しい郡を設置することとされ、新しい郡名は2011年9月4日に実施された住民投票により決定されロストック郡となった。このため、新郡名であるロストックと、郡に属さない郡独立市ロストックの2つの「ロストック」が同じ州内で並立することになった。